# Cabana de volta a la pujada al Tossal de l'Espina
Cabana de volta a la pujada al Tossal de l'Espina és una obra de Tàrrega (Urgell) protegida com a Bé Cultural d'Interès Local.

## Descripció
Cabana de planta rectangular formada per un sol espai interior que aprofita el buidatge del talús de terra. El parament és de blocs de pedra sorrenca de mida i forma irregulars, falcats amb pedres més petites. La coberta està formada per una volta de pedra adovellada en bon estat, amb cobertura final de vegetació. Els contraforts estan integrats en la construcció i queden reforçats pel pendent natural. A l'interior, sembla que la volta té forma d'arc de ferradura. La façana principal ha estat construïda de forma superposada a la volta, està parcialment revocada amb morter de calç i s'hi aprecien retocs amb morter de ciment. El portal presenta la llinda i els brancals de pedra sorrenca treballada i de grans formats. Els elements més característics de la cabana són, a l'interior, els penjadors i agafadors de fusta, la menjadora de pedra mig desvastada i els armaris. I a l'exterior, el ràfec de lloses primes a la façana principal i un pou de pedra seca revocat amb morter de ciment a pocs metres de la construcció.